# NGC 4546
NGC 4546 este o galaxie lenticulară situată în constelația Fecioara. A fost descoperită în 29 decembrie 1786 de către William Herschel. Se află la o distanță de 14 megaparseci de Pământ.